# Sortaval'skij rajon
Il Sortaval'skij rajon (in russo Сортавальский район Карелии?) è un municipal'nyj rajon della Repubblica di Carelia, nella Russia europea. Istituito il 9 luglio 1940, occupa una superficie di circa 2.190 chilometri quadrati, ha come capoluogo Sortavala e ospita una popolazione di circa 35.000 abitanti.